# Alfred Kongo

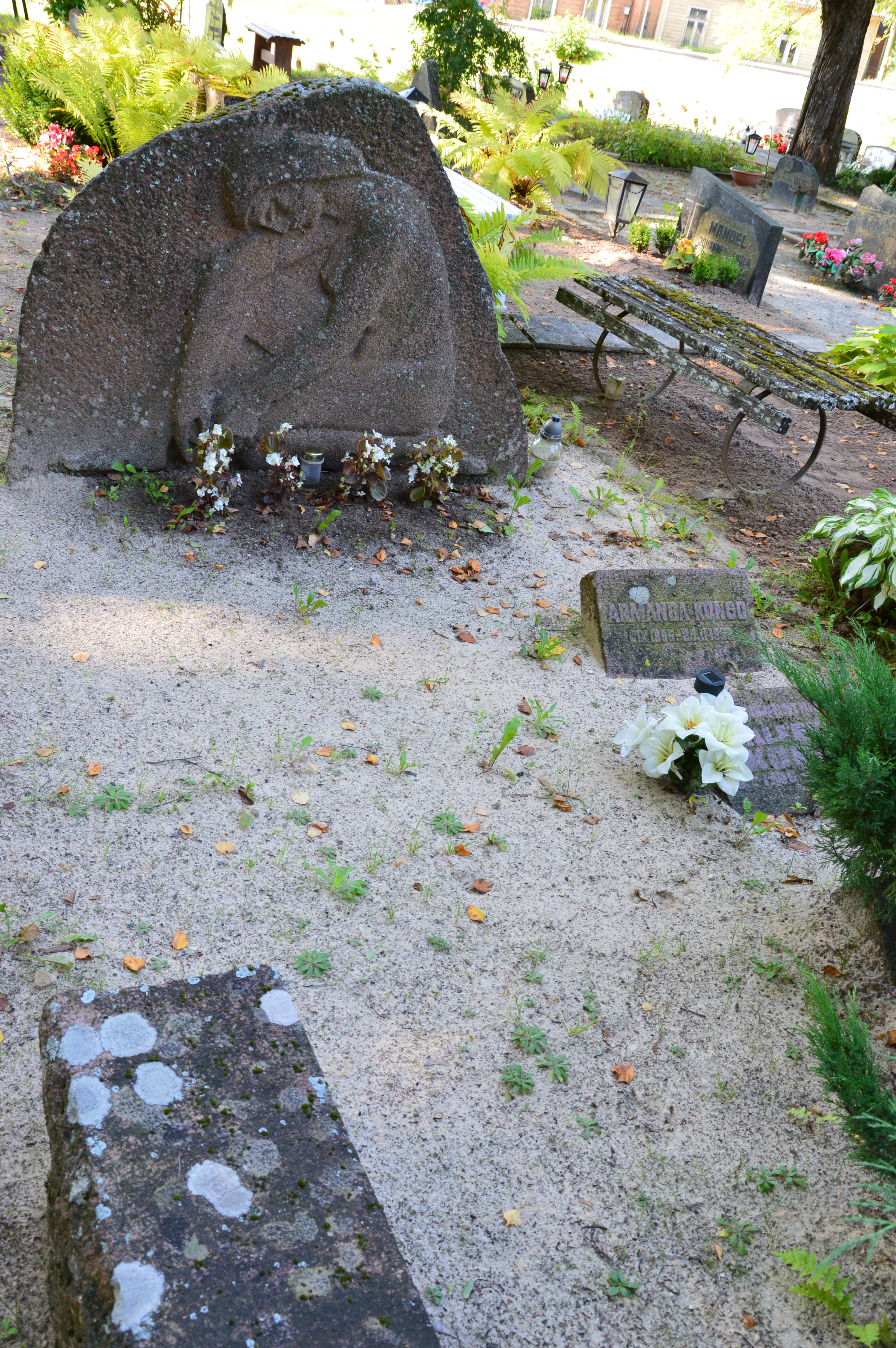
Grab in Kanepi

Alfred Kongo (* 27. Septemberjul. / 10. Oktober 1906greg. in Kanepi; † 31. Dezember 1990 in Tartu) war ein estnischer Maler. Als Künstler ist Kongo besonders für seine stimmungshaften Landschafts- und Blumenmalereien sowie seine Stillleben bekannt (Öl, Tempera und Gouache).

## Leben und Kunst
Alfred Kongo studierte von 1929 bis 1940 an der höheren Kunstschule Pallas im südestnischen Tartu. Seine Lehrer waren Villem Ormisson und Ado Vabbe. Von 1946 bis 1948 war er am staatlichen Kunstinstitut in Tartu tätig.
Weil seine Kunst den sowjetischen Behörden missfiel, durfte Kongo nach dem Zweiten Weltkrieg zehn Jahre lang nicht mehr ausstellen. Erst 1958 konnten seine Bilder wieder öffentlich gezeigt werden.
Die erste Kongo gewidmete Ausstellung wurde 1966/67 zu seinem 60. Geburtstag vom Tartuer Kunstmuseum organisiert. Von 1960 bis 1986 war Alfred Kongo Dozent an der Tartuer Kunstschule.

## Auszeichnungen
1977 erhielt Kongo den Ehrentitel „Verdienter Künstler der Estnischen SSR“. 1985 wurden ihm die Konrad-Mägi-Medaille verliehen. In Tartu ist heute eine Straße nach ihm benannt.

## Werke (Auswahl)
- Kanepi maastik (1940)
- Natüürmort kallaga (1957)
- Vana talu (1960)
- Natüürmort sidruniga (1964)
- Hortensiad (1965)
- Otepää maastik (1976)
- Pargimotiiv (1981)
- Aedrukkililled (1986)